# Чужа Україна?
Чужа Україна? — український документальний фільм про емігрантів з України. Прем'єрний показ на ТБ: 5 січня 2007 року — 12 Канал, Львівське ТБ. Акторами були українські заробітчани в Португалії.

## Інформація про фільм

### Ідея
Чому «Чужа»? А чия ж вона? Моя Україна — це вишите полотно на місцевий манер, це відгомін сопілки поміж Вороняцькими горбами, це медовий літній запах молока і кусня Сновицького хліба в обідньому затінку біля льодяного струмка, це весела коляда і смак забави в морозяному нічному повітрі. І в той самий час існує інша Україна, так само наша, але вона ніби тягар минулих гріхів, який безсилий скинути. Він давить на волю, почуття, бажання, свідомість. Від цього протирічча кожен восьмий українець не витримує і насильно позбавляє себе тої доброї України, натомість шукаючи легшого життя, а на додачу знаходить чужий, незвичний, нерідний, але добрий притулок. Ці люди переконують себе, що батьківщина там, де вони є зараз, кажуть, що нічого не відчувають до України, дурять себе, що це все тимчасово. Кому вдається вирватися назад, усвідомлюють, що повернулися не в свою рідну, а в зовсім чужу батьківщину. І це не тому, що здавалось би стільки змінилось довкола. Ні. Насправді тут все по старому. Просто людина по інакшому розуміє любов держави до своїх громадян і таке ставлення, як в Україні, яка колись була найріднішою, розцінюють як ненависть. А сама Батьківщина перетворюється ніби на злу мачуху, яку вже не можливо сприймати інакше, як «Чужу».

### Створення
Стрічка змонтована з відео та аудіо матеріалів домашньої якості, можна сказати, «на коліні». Декотрі епізоди перезаписані зі старих відеокасет. Звук записувався любителями на побутову аудіотехніку.

### Вірші читали
- Дмитро Каршневич (Золочів, Львівський театр імені Заньковецької),
- Тихонова Катерина (Золочів, літературна студія «Проба пера»)…

### Музичний супровід
- Оксана Маліцька (Київ) — Мамо, повертайсь!
- Петро Радейко (Львівська Консерваторія) — І знов летять у вирій журавлі